# Abd el-Ouahed ben Messaoud
 (mai 2013).
Si vous disposez d'ouvrages ou d'articles de référence ou si vous connaissez des sites web de qualité traitant du thème abordé ici, merci de compléter l'article en donnant les références utiles à sa vérifiabilité et en les liant à la section « Notes et références ».
Abdelwahad ibn Messaoud ibn Mohammed Anoun (1558 - ?) fut le principal secrétaire du souverain marocain Ahmed al-Mansour et l'ambassadeur à la cour de la reine Élisabeth Ire d'Angleterre en 1600. Là, il a fait la promotion d'une alliance anglo-marocaine contre Philippe II d'Espagne et ses successeurs.
Il est parfois cité comme ayant inspiré à William Shakespeare le personnage d'Othello.